# کوپا (کوه)
کوپا (به اسپانیایی: Copa) یک کوه در پرو است که در منطقه انکاش واقع شده‌است. کوپا ۶٬۱۸۸ متر بالاتر از سطح دریا واقع شده‌است.